# ディディエ・コッタズ
ディディエ・コッタズ (Didier Cottaz, 1967年3月27日 - ) は、フランス・ブルゴワン＝ジャイユー出身のレーシングドライバー。1993年のフランスF3選手権チャンピオン。
姓は、コタツやコッタと表記される場合もある。

## 経歴
1989年、22歳でフランス・フォーミュラ・ルノーに参戦。1992年にフランス・フォーミュラ3選手権にステップアップ。F3での二年目にシーズン4度の優勝、計8回の表彰台獲得と活躍しシリーズチャンピオンを獲得。
1994年、ポール・スチュワート・レーシングに加入し、F1直下カテゴリーの国際F3000選手権にステップアップ。チームメイトはF3000での二年目を迎えるジル・ド・フェランだったが、ド・フェランが2回の優勝を挙げランキング3位となったのに対し、コッタズは最高位2位、ランキング6位と経験の差が出る1年となった。1995年もチームに残留し、チームメイトはCARTのシートを得たド・フェランに替わって、豊富なF3000キャリアを持つアラン・マクニッシュとなった。同年のコッタズは入賞が6位一度のみ、シーズンランキングも17位に転落し、マクニッシュ（表彰台2回・ランキング7位）に完敗する苦しいシーズンとなった。この年を最後にフォーミュラのシートを失う。
1996年よりスポーツカーレースに転向、クラージュ・コンペティションよりル・マン24時間レースに参戦。1999年のル・マンには日本のNISMOよりエントリーされたクラージュ・C52に乗り参戦し総合8位となっている。以後2002年までクラージュよりスポーツカー世界選手権などに参戦した。

## レース戦績

### フランス・フォーミュラ3選手権
| 年     | エントラント               | シャーシ      | エンジン           | 1      | 2      | 3      | 4      | 5      | 6     | 7     | 8     | 9     | 10      | 11    | 順位 | ポイント |
| ------ | -------------------------- | ------------- | ------------------ | ------ | ------ | ------ | ------ | ------ | ----- | ----- | ----- | ----- | ------- | ----- | ---- | -------- |
| 1992年 | Geoscan Concept            | ラルト RT35   | フォルクスワーゲン | LED 10 | NOG 11 | MAG 16 | DIJ 14 | PAU 13 |       |       |       |       |         |       | 8位  | 36       |
| 1992年 | フォーミュラ・プロジェクト | ダラーラ F392 | アルファロメオ     |        |        |        |        |        | ROU 2 | MAG 9 | LEC 4 | ALB 5 | BUG Ret | CET 5 | 8位  | 36       |
| 1993年 | フォーミュラ・プロジェクト | ダラーラ F393 | フィアット         | LED 3  | NOG 1  | DIJ 4  | PAU 4  | ROU 3  | MAG 1 | LEC 1 | ALB 2 | BUG 1 | VDV 3   |       | 1位  | 105      |

- 太字はポールポジション、斜字はファステストラップ。

### 国際F3000選手権
| 年     | エントラント                    | シャーシ       | エンジン            | 1       | 2       | 3     | 4       | 5      | 6      | 7       | 8      | 順位 | ポイント |
| ------ | ------------------------------- | -------------- | ------------------- | ------- | ------- | ----- | ------- | ------ | ------ | ------- | ------ | ---- | -------- |
| 1994年 | ポール・スチュワート レーシング | レイナード 94D | ザイテック-ジャッド | SIL 6   | PAU 3   | CAT 7 | PER 9   | HOC 11 | SPA 2  | EST 5   | MAG 7  | 5位  | 13       |
| 1995年 | ポール・スチュワート レーシング | レイナード 95D | ザイテック-ジャッド | SIL Ret | CAT Ret | PAU 6 | PER Ret | HOC 11 | SPA 11 | EST Ret | MAG 11 | 17位 | 1        |

- 太字はポールポジション、斜字はファステストラップ (key)。

### ル・マン24時間レース
| 年     | エントラント                 | コ・ドライバー                                | 使用車両                 | クラス | 周回 | 総合順位 | クラス順位 |
| ------ | ---------------------------- | --------------------------------------------- | ------------------------ | ------ | ---- | -------- | ---------- |
| 1996年 | クラージュ・コンペティション | ジェローム・ポリカン フィリップ・アリオー     | クラージュ・C36-ポルシェ | LMP1   | 215  | DNF      | DNF        |
| 1997年 | クラージュ・コンペティション | ジェローム・ポリカン マルク・ホーセンス       | クラージュ・C41-ポルシェ | LMP1   | 336  | 4位      | 2位        |
| 1998年 | クラージュ・コンペティション | マルク・ホーセンス ジャン＝フィリップ・ベロク | クラージュ・C51-日産     | LMP    | 232  | DNF      | DNF        |
| 1999年 | ニッサン・モータースポーツ   | マルク・ホーセンス フレドリック・エグブロム   | クラージュ・C52-日産     | LMP    | 335  | 8位      | 7位        |
| 2000年 | SMG コンペティション         | フィリップ・ガッシェ ゲイリー・フォーマト     | クラージュ・C60-ジャッド | LMP900 | 219  | DNF      | DNF        |
| 2001年 | ペスカロロ・スポーツ         | エマニュエル・クレリコ ボリス・デリチェブール | クラージュ・C60-プジョー | LMP900 | 42   | DNF      | DNF        |
| 2002年 | クラージュ・コンペティション | ボリス・デリチェブール セッド・ビョーク       | クラージュ・C60-ジャッド | LMP900 | 322  | 15位     | 11位       |